# Skipass.com
Skipass.com est un site web communautaire rassemblant des passionnés de montagne. Il donne des informations sur l'actualité des sports d'hiver, les événements, sur les stations, le matériel (ski, snowboard etc.) la météo et offre un forum de discussion.

## Histoire
Originellement, Skipass est un forum internet, fondé en 1997 par Guillaume Lahure, un grenoblois passionné de montagne, sur lequel des membres publiaient des photos de forfaits de ski. Au fil des années, il s'est enrichi de nombreuses rubriques pour devenir un portail complet sur les sports d'hiver.
Il a été animé bénévolement jusqu'en 2003 où il est devenu une entreprise officielle. Skipass emploie aujourd'hui 12 personnes à temps complet.

## La communauté Skipass
La communauté skipass revendique 92 000 membres, 70 000 abonnés à la newsletter et 132 000 fans sur facebook. Ses membres organisent régulièrement des pots en station ou dans les grandes villes ainsi que des covoiturages pour monter en station.

## Slogan
Le slogan du site, inventé durant l'été 2001, est : In Tartiflette we trust en référence à la tartiflette. Il est présent sur les t-shirts vendus par la boutique Skipass, ainsi que sur les stickers distribués gratuitement au Lab Skipass.